# Parco nazionale di Kauhaneva-Pohjankangas
Il parco nazionale di Kauhaneva-Pohjankangas (in finlandese: Kauhanevan–Pohjankankaan kansallispuisto) è un parco nazionale della Finlandia, nella provincia della Finlandia occidentale. È stato istituito nel 1982 e occupa una superficie di 57 km².